# Yann Rességuier
Pas d'image ? Cliquez ici

a Compétitions nationales et continentales officielles uniquement.

Dernière mise à jour le 18 mars 2025.
Yann Rességuier, né le 3 août 1984 à Gaillac , est un joueur français de rugby à XV qui évolue au poste de pilier.

## Biographie
Yann Rességuier rejoint Provence rugby en 2017.

## Palmarès
- Vainqueur du Championnat de Fédérale 1 en 2018 avec Provence rugby
- Vainqueur du Championnat de France de Pro D2 en 2013 avec l'US Oyonnax
- Vainqueur du Championnat de Fédérale 1 en 2008 (Trophée Jean-Prat) avec l'US Colomiers
- Vainqueur du Challenge de l'Espérance en 2008 avec l'US Colomiers
- Vainqueur du Championnat de France Reichel B (Trophée Christian Belascain) en 2004 avec l'UA Gaillac[2]